# استونی تحت سلطه سوئد
استونی تحت سلطه سوئد (استونیایی: vana hea Rootsi aeg) به یک دوره تاریخی از سال ۱۵۶۱ تا ۱۷۱۰ گفته می‌شود که بخش‌های زیادی از کشور استونی امروزی تحت فرمان و اشغال سوئد درآمده بود.
پس از فروپاشی دولت شوالیه‌های تتونیک اشراف محلی آلمانی بالتیک در نواحی هارین (هاریو) و ویرلند (ویروما) و همچنین شهر روال (تالین) در ژوئن ۱۵۶۱ (و کمی بعدتر) درخواست حمایت سوئد را کرده بودند و این منجر به مشارکت سوئد در جنگ لیوونی و ایجاد دوک‌نشین استونی شد. پس از جنگ‌های مجدد بین لهستان و سوئد، بخش‌های جنوبی استونی کنونی (در آن زمان لیوونی) با معاهده آلتمارک در سال ۱۶۲۹ به سوئد ملحق شد. سوئد همچنین جزیره اوسل (سارما) را در جنگ با دانمارک فتح کرد و بنابراین کنترل تمام استونی کنونی را در دست داشت.
دوران حکومت سوئد در سال ۱۷۱۰ به پایان رسید، زمانی که تمام استان‌های بالتیک سوئد در مراحل پایانی جنگ بزرگ شمالی تسلیم سربازان روسیه شدند. هژمونی روسیه در سال ۱۷۲۱ رسمیت یافت.